# Nuova musica italiana cantata in italiano
La nuova musica italiana cantata in italiano è un genere musicale nato in Italia nei primi anni ottanta che tentava di conciliare la lingua italiana con le allora nuove tendenze musicali (new wave, darkwave, post-punk e più in generale del pop rock).

## Origini del termine
Il termine "Nuova musica italiana cantata in italiano" fu coniato dal produttore discografico Alberto Pirelli della I.R.A. Records nel 1984 come slogan per la promozione della compilazione Catalogue Issue per descrivere l'impegno profuso dalle band che vi partecipavano nell'utilizzo e nella rivalutazione della lingua italiana all'interno delle nuove sonorità musicali che arrivavano dal mondo anglosassone. Tale termine sembrò allora particolarmente fortunato, in quanto "rimarcava le distanze tanto dai cantautori che nei ’70 si erano divisi il pubblico con i gruppi progressivi che dalla generazione che, infiammata dal punk, aveva cominciato a trafficare con quella “cosa” chiamata new wave scegliendo quasi sempre come idioma in cui esprimersi l’inglese"
"Nuova musica italiana cantata in italiano" fu in seguito utilizzato dalla stampa per categorizzare tutte quelle band che utilizzavano abitualmente la lingua italiana nei generi musicali della new wave, della darkwave, del post-punk e più in generale del pop rock.

## Storia

### 1977-1983: I primi passi della "NMICI"

I Gaznevada

Tra la fine degli anni '70 e l'inizio degli anni '80, nei circuiti musicali italiani influenzati dalle nuove tendenze inglesi e statunitensi di matrice post-punk e new wave, era preponderante l'utilizzo della lingua inglese. In questo contesto alcune band iniziarono a sperimentare l'adattamento della lingua italiana nei nuovi generi musicali. Tra i primi sostenitori di questa necessità vi furono gli Underground Life di Monza, che già nel 1978 "davano vita ai primi tentativi di amalgamare la nostra lingua con soluzioni di scuola Ultravox ora più concitate e ora più romantiche e decadenti".
Anche e soprattutto la Bologna di fine anni '70, grazie al lavoro della Harpo's Music prima e della Italian Records poi, vedeva il fiorire della nascente scena post-punk italiana con band che utilizzavano preferenzialmente la lingua italiana. Gia nel 1977 gli Skiantos avevano pubblicato il loro Inascoltable (Harpo's Bazaar), al quale seguirono MONO tono (Cramps Records, 1978) e Kinotto (Cramps Records, 1979), e se i Gaznevada pubblicavano nel 1979 il loro omonimo album per la Harpo's Bazar e poi il loro Sick Soundtrack l'anno seguente per la Italian Records, i Confusional Quartet rilasciavano per la stessa etichetta prima il loro singolo Volare / Nedbo Zip (1980) e poi l'LP omonimo (1980).

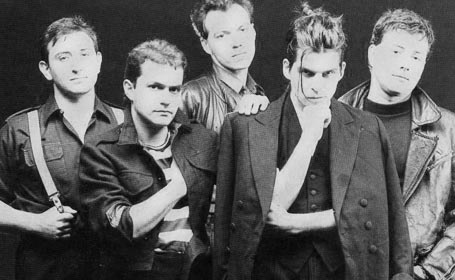
I Litfiba nel 1983. Da sinistra: Renzulli, Franchi, Aiazzi, Pelù, Maroccolo.

È del 1982 la pubblicazione della bolognese Italian Records del 7" Pioggia, primo singolo dei fiorentini Diaframma, "quasi a sancire un passaggio di consegne tra Bologna e Firenze per il ruolo di capoluogo dell'indie rock tricolore". E se i Litfiba pubblicarono nello stesso anno il loro primo omonimo EP (Urgent Label / Materiali Sonori, 1982), fu nel 1983 che il Piper Club organizzò il festival Giovani Rock, che li vedeva sul palco assieme ad un'altra band in seguito impegnata nella divulgazione della NMICI, i Denovo. I Denovo, già attivi nel 1982 arrivarono alla loro prima uscita discografica solo nel 1984 con l'EP Niente insetti su Wilma (Suono Records).

### 1984-1989:Catalogue Issuee la "NMICI"
Nel 1984 i fiorentini Alberto Pirelli ed Anne Marie Parrocell sentirono la necessita e l'urgenza di creare la I.R.A. Records, un'etichetta che si propose come "fucina della "Nuova musica italiana cantata in italiano"". La loro prima pubblicazione fu l'album compilazione Catalogue Issue (1984), che racchiudeva brani dei Litfiba, dei Diaframma, degli Underground Life e dei Moda. Nel retro copertina l'album recava la scritta programmatica che poi diede il nome all'intero movimento; "una frase significativa e rivelatrice, parte di una sorta di manifesto scritto a più mani a rappresentare quell'humus culturale italico che poi in seguito fu definita in modo sbrigativo e superficiale, la New wave italiana".

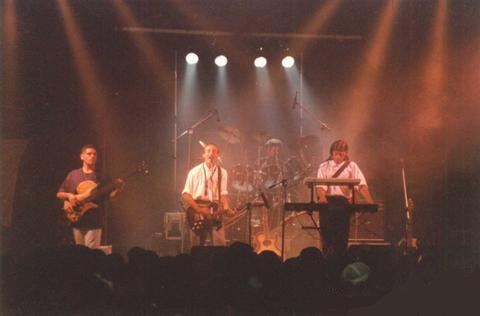
Denovo in concerto a Trepidò (KR), agosto 1990

In seguito la critica musicale iniziò ad utilizzare questa definizione per descrivere una categoria autonoma che includeva band che proponevano sonorità post-punk, spesso mescolate ad "aromi mediterranei e influenze del vicino Oriente" con cantato in italiano. Negli anni successivi il nuovo rock cantato in italiano iniziò ad avere sempre più un seguito di estimatori, prima a livello underground e poi, con l'interessamento delle major, sempre più come forma nazionale di rock alternativo. Nacquero o arrivarono alle loro prime incisioni un folto numero di band, alcune delle quali raggiunsero una discreta notorietà come i Fleurs du Mal, che pubblicarono su EMI il loro primo singolo nel 1984 con il titolo Tempi moderni / Tutto quanto fa spettacolo, i Panoramics che arrivarono alla loro prima pubblicazione nel 1986 con uno split assieme ai Degrado intitolato Bugie colorate / Mida Lupini (Bausongs), gli Avion Travel con il loro singolo Sorpassando (I.R.A. Records) del 1987, i Timoria con il loro primo EP Macchine e dollari (Polydor) del 1988. Ci furono poi gruppi musicali che adottarono l'italiano nei dischi successivi al debutto come i Violet Eves nel loro  Promenade (I.R.A. Records) del 1988. Altre band ebbero invece carriera breve oppure rimasero confinate nei circuiti underground come i Dive che pubblicarano il loro 7" Voyage (Disco In) nel 1985, i Monodroma che autoprodussero il loro 1987 o i Neodiva con il loro Terre di dogi (Hiara Records) del 1988.

### Gli anni '90 ed il declino
Se nel corso degli anni '80 i gruppi fiorentini come Diaframma e Litfiba avevano ormai prodotto numerosi album, ad inizio anni '90 le loro esperienze e le loro sonorità avevano ormai creato un vero e proprio filone, divenendo così motivo di ispirazione per le nuove band. Nel 1990 la RCA Italiana aveva dato alle stampe la compilazione Nota bene, che conteneva brani degli Hokkai Pears, dei Rouge Dada e soprattutto dei fiorentini Dharma, che arrivarono l'anno seguente al loro primo album omonimo. Sempre appartenenti a questo filone, nel 1990 i romani Al Jabr pubblicavano il loro Desiderio di rivolta (Avanscoperta) ed i Lix Bolero pubblicavano il loro album In rosso (Moving Sound Records), mentre nel 1992 i cagliaritani Dorian Gray pubblicavano il loro album Shamano (Target).
Se invece i fiorentini Vidia erano autori di "bizzarro e raffinatissimo cocktail di stili", i romani Monodroma ed i napoletani Sei Sei Sei si aprivano a sonorità decisamente più pop.
Già prima della fine del lustro, con il mutare del gusto musicale e il dilagare delle forme di rock alternativo di quel periodo, anche la critica smise di usare il termine "Nuova musica italiana cantata in italiano", decretando così la fine di questo movimento musicale.